# One America Appeal
One America Appeal, přibližný překlad Prosba pro Spojenou Ameriku je nezisková organizace, kterou 7. září 2017 založilo 5 tehdy žijících bývalých prezidentů USA: Jimmy Carter, George H. W. Bush, Bill Clinton, George W. Bush a Barack Obama. Původně byla založena na pomoc obětem hurikánu Harvey, ale pak se rozšířila o pomoc lidem pro oblasti hurikánu Irma a hurikánu Maria. 

## Benefiční koncert
"Z hloubky srdce", v originálu "Deep from the Heart: The One America Appeal" byl název benefičního koncertu dne 21. října 2017 v Reed Aréně na Texas A&M University v College Station s účastí všech 5 žijících bývalých prezidentů USA. Příjmy z prodeje vstupenek atd. šly na speciální pomoc obětem hurikánů. Moderátorem koncertu byl Lee Greenweed, hudební direktor byl Martin Guigui a uvedli interprety:
- Lady Gaga
- country skupina Alabama
- Sam Moore
- Yolanda Adams
- Lyle Lovett
- Robert Earl Keen.

Vystoupení Lady Gaga bylo překvapením, zazpívala skladby Million Reasons, You and I a The Edge of Glory. Hudební sbor Singing Cadets z Texas A&M University zazpíval na úvod "National Anthem" (národním hymnu), skladbu "God Bless the USA" a "Lean on Me" na závěr koncertu. Úřadující prezident Donald Trump dopředu nahrál video zprávu přehranou během koncertu, kde jejich snahu pomoct označil jako "úžasnou".